# Đảo Yos Sudarso
đảo Yos Sudarso (Pulau Yos Sudarso) hay đảo Dolok là một đảo tại Indonesia, chỉ tách biệt với đảo lớn New Guinea qua eo biển hẹp mang tên Muli. Đảo là một phần của huyện Merauke, thuộc tỉnh Nam Papua. Đảo có dạng hình chiếc lá, dài khoảng 165 km với diện tích 11.740 km2. Đảo này được gọi là "đảo Frederik Hendrik" cho đến năm 1963. Các tên địa phương và tên thay thế của đảo bao gồm Dolok, Kimaam và Kolepom.

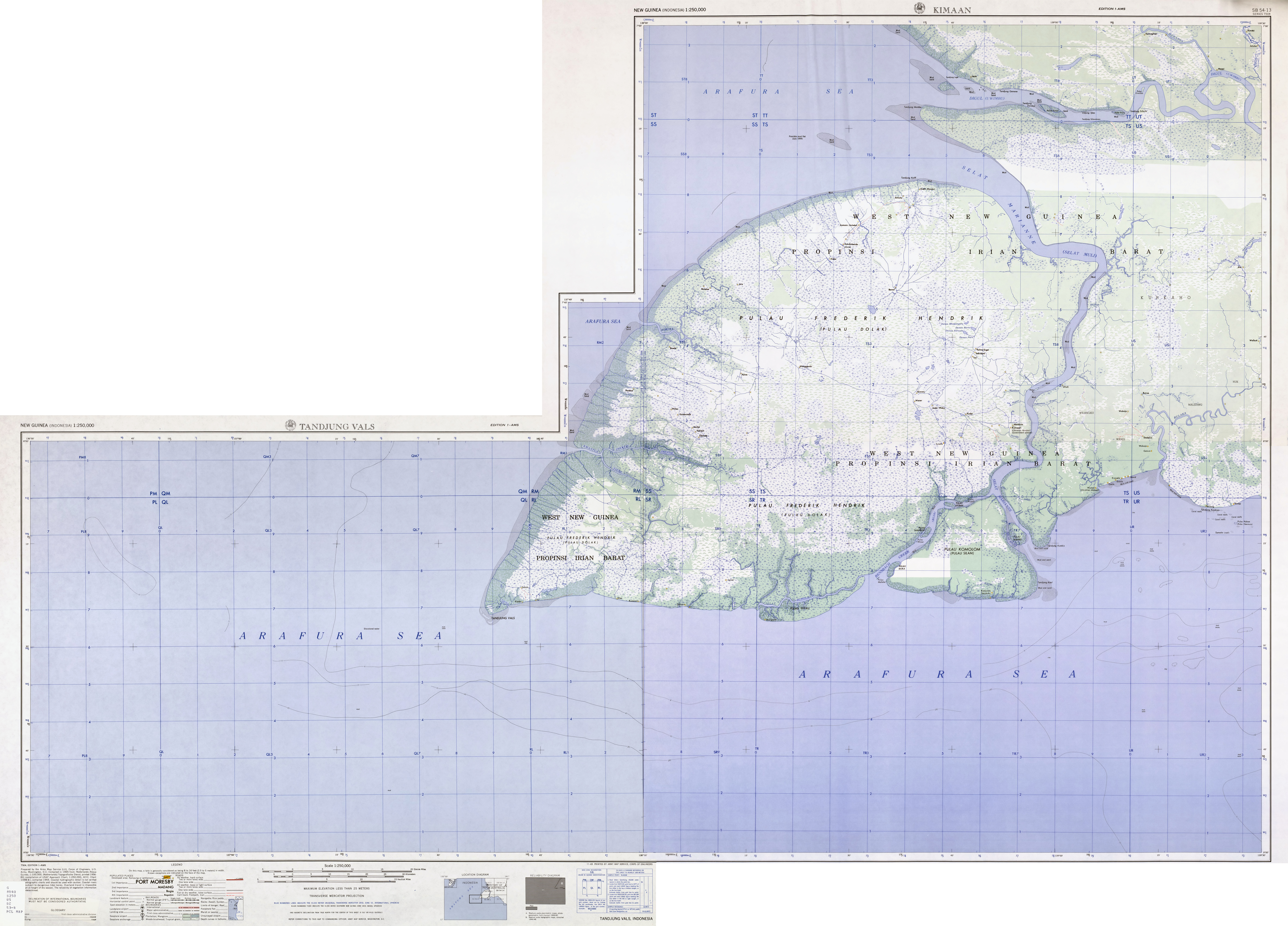
Bản đồ 1:250.000

Với khoảng 11.000 cư dân, mật độ dân số của hòn đảo là dưới 1/km2. Dân bản địa nói các ngôn ngữ Kolopom, bao gồm Kimaghima, Ndom, và Riantana/Kimaan. Các cộng đồng trên đảo bao gồm Kaba, Kimaan, Kladar, Pembre, Wan và Yomuka. Kimaan (hay Kimaam) là khu dân cư chính, nằm ở phía đông nam trên eo biển Buaya ngăn cách đảo nhỏ Komoran với Dolak.

## Lịch sử
Đảo lần đầu tiên được người châu Âu nhìn thấy vào khoảng tháng 1 năm 1606, khi Willem Jansz và thủy thủ đoàn của ông trên con tàu Duyfken đi vòng quanh đảo trên đường đến và trở về sau khi khám phá Australia. Tàu Duyfken dành thời gian đáng kể trong vùng vịnh giữa đảo và đất liền. Bản đồ thám hiểm của Jansz mô tả đảo là vùng đất thấp và lầy lội và có tên "Tiuri". Khi đi vòng qua mũi đất phía tây nam nhô ra biển Arafura vào năm 1623, Jan Carstensz đặt tên cho nó là Valse Kaap (tiếng Hà Lan có nghĩa là "Mũi đất giả"), một cái tên được giữ lại cho đến nay (tiếng Indonesia là Tanjung Vals, tiếng Anh là "Cape Vals").
Yos Sudarso được coi là một phần của lục địa New Guinea cho đến năm 1835, khi từ ngày 26 tháng 4 đến ngày 9 tháng 5 năm đó, các thuyền trưởng người Hà Lan Langenberg, Kool và Banse chèo thuyền Postillon và Sireen đi qua eo biển hẹp. Họ đặt tên cho tuyến đường thủy là 'eo biển Công chúa Marianne' (nay là eo biển Muli) và hòn đảo theo tên của Vương tử William Frederick Hendrik, cháu trai của quốc vương, và là người từng sống ở Đông Ấn Hà Lan một thời gian. Cho đến ít nhất là năm 1884, người ta vẫn cho rằng Komoran là một phần của Dolak. Sau khi bàn giao Tây New Guinea cho Indonesia vào tháng 5 năm 1963, chính phủ Indonesia đã đổi tên đảo theo tên sĩ quan hải quân Indonesia Yos Sudarso, người phụ trách một cuộc đột kích vào bờ biển New Guinea cách đó 700 km về phía tây bắc vào tháng 1 năm 1962, nhưng đã bị giết trong quá trình này.

## Ngôn ngữ
Các ngôn ngữ Kolopom thuộc ngữ hệ Liên New Guinea, và các ngôn ngữ Mombum (hay Komolom) là một ngữ hệ độc lập, chúng được nói trên đảo Yos Sudarso.